# Antaios
Antaios (řecky Ανταίος, latinsky Antaeus) je v řecké mytologii synem boha moře Poseidóna a bohyně země Gaie.
Byl to obr, který sídlil (a asi i vládl) v Libyi a každého cizince, který se přiblížil k jeho jeskyni, přinutil k zápasu. Vždycky zvítězil a poraženého bez milosti zabil. Říkalo se o něm, že ve své jeskyni se živí lvím masem a nocuje na holé zemi, aby zvětšil svou obrovitou sílu. Lebky svých obětí prý sbíral na střechu Poseidónova chrámu.
Svého přemožitele našel až v hrdinovi Héraklovi. Ten se dostal do Libye při plnění svého jedenáctého úkolu, cestou pro zlatá jablka ze zahrady Hesperidek, která měl donést králi Eurystheovi do Mykén. Oba siláci spolu svedli tuhý boj, dokud Héraklés nepochopil, odkud obr bere svou sílu. Vypozoroval totiž, že když Antaiovi síly ubývají, přitiskne se k matce zemi a rázem se mu síla vrátí. Proto ho Héraklés vyzdvihl vysoko do vzduchu, aby se ani kouskem těla země nedotýkal. Když obrovi došla veškerá síla, zardousil ho.